# 山本義隆
山本 義隆（やまもと よしたか、1941年（昭和16年）12月12日 - ）は、日本の科学史家・自然哲学者・教育者。元学生運動家。駿台予備学校物理科講師。元・東大闘争全学共闘会議代表。妻は装幀家の山本美智代。東京大学大学院博士課程中退。

## 来歴・人物
大阪府出身。大阪市立船場中学校、大阪府立大手前高等学校を経て、1960年（昭和35年）東京大学理科一類入学、1964年（昭和39年）東京大学理学部物理学科卒業。
その後、同大学院で素粒子論を専攻、京都大学基礎物理学研究所に国内留学する。秀才でならし、将来を嘱望されていたが、学生運動に没入した。学生運動の後は大学を去り、大学での研究生活に戻ることはなかった。
1960年代、東大ベトナム反戦会議の活動に携わり、東大全共闘議長を務める。1969年 (昭和44年) の安田講堂事件前に警察の指名手配を受け地下に潜伏するが、同年9月の日比谷での全国全共闘連合結成大会の会場で警察当局に逮捕された。日大全共闘議長の秋田明大とともに、全共闘を象徴する存在であったが、くしくも2人は拘置所で顔を合わせることとなった（1969年、秋田保釈時の会見）。なお、全共闘に関するマスコミ取材は一切受けていない。
全共闘運動については「68・69を記録する会」として一次資料収集活動をしている。その活動の中で、運動当時のビラ、立て看板などを集め、成果として『東大闘争資料集』全23巻を国会図書館におさめた。また、写真家渡辺眸の写真集『東大全共闘1968‐1969』(新潮社、2007年、のち角川ソフィア文庫) には手記を寄稿。2015年に、全共闘当時についての記述を含む著書『私の1960年代』を刊行している。
東大闘争後は在野の研究者として研究を続ける。東京拘置所から出所した後、1979年にエルンスト・カッシーラーの『実体概念と関数概念』を翻訳し評価を受けた。カッシーラー翻訳はその後も長く関わり『認識問題』の翻訳をみすず書房で刊行した。
さらに、物理学を中心とした科学史の分野での著作も知られている。力学の発展を綿密に追いかけた著作群としては、1981年の『重力と力学的世界 古典としての古典力学』、雑誌「数学セミナー」の記事から発展した『古典力学の形成 ニュートンからラグランジュへ』(1997年) 、そして『磁力と重力の発見』(2003年) がある。特に、遠隔作用概念の発展史についての研究をまとめた『磁力と重力の発見』全3巻は、第1回パピルス賞、第57回毎日出版文化賞、第30回大佛次郎賞を受賞して読書界の話題となった。近代科学はなぜ西洋に興ったのかという『磁力と重力の発見』の問題意識は、2007年の『一六世紀文化革命』に引き継がれた。また、熱素説のような発展途上の熱力学がどのような論理に支えられ、いかにして破綻し、別の理論に取って代わられたのかを、他の熱力学史にみられるホイッグ史観によらず丁寧に描き出した『熱学思想の史的展開』も代表的著作で、初刊は1987年に現代数学社で出版され、大幅な改訂を経て2008年にちくま学芸文庫で再刊された。
研究者のほかに予備校講師として、駿台予備学校で物理科の講師を30年以上務め、東大を筆頭とした最上位の学校の受験生(高卒生)を主に対象にした講義を行っている。
系列の駿台文庫から出版された『物理入門』および『新物理入門』は、微分積分学による高校物理の草分けとも言える参考書である。予備校での長い経験から教え子は多く、山形浩生も彼から物理を習ったという。
原子力発電所には東日本大震災以前から警鐘を鳴らし続け、事故後『福島の原発事故をめぐって』を出版した。

## 著作

### 評論
- 『知性の叛乱　東大解体まで』前衛社(出版) 神無書房(発売)、1969年。
- 東大全学助手共闘会議 編『東大全共闘　われわれにとって東大闘争とは何か』渡辺眸撮影、三一書房、1969年。
- 『福島の原発事故をめぐって　いくつか学び考えたこと』みすず書房、2011年8月25日。ISBN 978-4-622-07644-5。
- 『私の1960年代』金曜日、2015年。ISBN 978-4-86572-004-4。
- 『近代日本一五〇年 -科学技術総力戦体制の破綻-』岩波新書、2018年。ISBN 978-4-00431-6954。
- 『リニア中央新幹線をめぐって 原発事故とコロナ・パンデミックから見直す』みすず書房、2021年4月。ISBN 978-4-622-08996-4。
- 『核燃料サイクルという迷宮　核ナショナリズムがもたらしたもの』みすず書房、2024年5月。ISBN 	978-4-622-09697-9。

### 科学史関係
- 『重力と力学的世界　古典としての古典力学』現代数学社、1981年10月。
  - 『重力と力学的世界　古典としての古典力学　上・下』筑摩書房〈ちくま学芸文庫［Math & science］〉、2021年2月・3月ISBN 978-4-480-51033-4, 978-4-480-51034-1
- 『熱学思想の史的展開　熱とエントロピー』現代数学社、1987年2月。ISBN 4-7687-0301-1。
  - 『熱学思想の史的展開　熱とエントロピー 1』筑摩書房〈ちくま学芸文庫［Math & science］〉、2008年12月10日。ISBN 978-4-480-09181-9。- 現代数学社1987年刊の改稿。
  - 『熱学思想の史的展開　熱とエントロピー 2』筑摩書房〈ちくま学芸文庫［Math & science］〉、2009年1月7日。ISBN 978-4-480-09182-6。 - 現代数学社1987年刊の改稿。
  - 『熱学思想の史的展開　熱とエントロピー 3』筑摩書房〈ちくま学芸文庫［Math & science］〉、2009年2月10日。ISBN 978-4-480-09183-3。 - 現代数学社1987年刊の改稿。
  - 『HISTORICAL DEVELOPMENT IN THE THOUGHT OF THERMAL SCIENCE—HEAT AND ENTROPY, PREFACE AND CHAPTERS 18‒20（まえがきと第18-20章の英訳）』、2018年8月11日。
- 『古典力学の形成　ニュートンからラグランジュへ』日本評論社、1997年6月。ISBN 4-535-78243-1。
- 『磁力と重力の発見1 古代・中世』みすず書房、2003年5月22日。ISBN 4-622-08031-1。
- 『磁力と重力の発見2 ルネサンス』みすず書房、2003年5月22日。ISBN 4-622-08032-X。
- 『磁力と重力の発見3 近代の始まり』みすず書房、2003年5月22日。ISBN 4-622-08033-8。
- 『The Pull of History - Human Understanding of Magnetism and Gravity through the Ages』（『磁力と重力の発見』の英訳） World Scientific Publishing Co Pte Ltd、2018年2月。ISBN 978-981-3223-76-9 (hardcover) 。ISBN 978-981-3223-78-3 (ebook)。
- 『一六世紀文化革命1』みすず書房、2007年4月16日。ISBN 978-4-622-07286-7。
- 『一六世紀文化革命2』みすず書房、2007年4月16日。ISBN 978-4-622-07287-4。
- 『力学と微分方程式』数学書房〈数学書房選書 1〉、2008年10月。ISBN 978-4-903342-21-4。
- 『世界の見方の転換1 天文学の復興と天地学の提唱』みすず書房、2014年3月20日。ISBN 978-4-622-07804-3。
- 『世界の見方の転換2 地動説の提唱と宇宙論の相克』みすず書房、2014年3月20日。ISBN 978-4-622-07805-0。
- 『世界の見方の転換3 世界の一元化と天文学の改革』みすず書房、2014年3月20日。ISBN 978-4-622-07806-7。
- 『幾何光学の正準理論』数学書房、2014年9月14日、ISBN 978-4903342771。
- 『原子・原子核・原子力 -わたしが講義で伝えたかったこと-』岩波書店、2015年3月。ISBN 978-4-00-005329-7。
- 『小数と対数の発見』日本評論社、2018年7月。ISBN 978-4-535-79813-7。
- 『ボーアとアインシュタインに量子を読む -量子物理学の原理をめぐって-』みずず書房、2022年9月9日。ISBN 978-4-622-09513-2。
- 『物理学の誕生──山本義隆自選論集Ⅰ』筑摩書房〈ちくま学芸文庫［Math & science］〉、2024年10月10日。ISBN 978-4-480-51261-1。
- 『物理学の発展──山本義隆自選論集 Ⅱ』筑摩書房〈ちくま学芸文庫［Math & science］〉、2025年6月10日。ISBN 978-4-480-51304-5。

共著
- 江沢洋、中村孔一 共著『演習詳解　力学』東京図書、1984年4月。ISBN 4-489-00094-4。
  - 江沢洋、中村孔一 共著『演習詳解　力学』（第2版）日本評論社、2011年7月。ISBN 978-4-535-78564-9。 - 初版：東京図書1984年刊。
    - 『演習詳解 力学 「第2版」』ちくま学芸文庫［Math & science］、2022年4月。ISBN 978-4-480-51118-8
- 中村孔一共著『解析力学1』朝倉書店〈朝倉物理学大系1〉、1998年9月。ISBN 4-254-13671-4。
- 中村孔一共著『解析力学2』朝倉書店〈朝倉物理学大系2〉、1998年9月。ISBN 4-254-13672-2。

### 大学受験参考書
- 坂間勇、谷藤祐 共著『大学入試必修物理　駿台高等予備校副読本』 上、駿台文庫〈駿台受験叢書〉、1979年6月。
- 坂間勇、谷藤祐 共著『大学入試必修物理　駿台高等予備校副読本』 下、駿台文庫〈駿台受験叢書〉、1980年2月。
- 『物理入門　大学受験必修』駿台文庫〈駿台受験叢書〉、1987年8月。ISBN 4-88076-242-3。
- 『新・物理入門〈物理IB・II〉』駿台文庫〈駿台受験シリーズ〉、1987年7月。ISBN 4-7961-1608-7。
- 『新・物理入門問題演習〈物理IB・II〉』駿台文庫〈駿台受験シリーズ〉、1997年4月。ISBN 4-7961-1609-5。
- 『新・物理入門』（増補改訂版）駿台文庫〈駿台受験シリーズ〉、2004年6月。ISBN 4-7961-1618-4。
- 『新・物理入門問題演習』（改訂版）駿台文庫〈駿台受験シリーズ〉、2005年11月。ISBN 4-7961-1621-4。

### 編訳書
- '68・'69を記録する会 編『東大闘争資料集』 全23巻、'68・'69を記録する会、1992年。

以下は訳者による解説付き。
- エルンスト・カッシーラー『アインシュタインの相対性理論　哲学からみた物理学の革命』山本義隆 訳・解説、河出書房新社、1976年。
  - エルンスト・カッシーラー『アインシュタインの相対性理論』山本義隆 訳・解説（新装版）、河出書房新社〈現代思想選 14〉、1981年10月。
  - エルンスト・カッシーラー『アインシュタインの相対性理論』山本義隆 訳・解説（改訂版新装）、河出書房新社〈河出・現代の名著〉、1996年3月。ISBN 4-309-70619-3。 - 原タイトル：Zur Einstein'schen Relativittstheorie。
- エルンスト・カッシーラー『実体概念と関数概念　認識批判の基本的諸問題の研究』山本義隆 訳、みすず書房、1979年2月。 - 巻末：カッシーラー主要著作・文献目録。
- エルンスト・カッシーラー『現代物理学における決定論と非決定論』山本義隆 訳、学術書房(出版) 星雲社(発売)〈科学史研究叢書 第3巻〉、1994年4月。ISBN 4-7952-1453-0。
  - エルンスト・カッシーラ『現代物理学における決定論と非決定論』山本義隆 訳、みすず書房、2019根１月。改訳新版。ISBN 978-4-622-08736-6。
- エルンスト・カッシーラー『認識問題4　近代の哲学と科学における（ヘーゲルの死から現代まで）』 4巻、山本義隆・村岡晋一 共訳、みすず書房、1996年6月。ISBN 4-622-03194-9。 - 原タイトル：Das Erkenntnisproblem。
- ニールス・ボーア『因果性と相補性』山本義隆 編訳、岩波書店〈岩波文庫 ニールス・ボーア論文集1〉、1999年4月16日。ISBN 4-00-339401-1。
- ニールス・ボーア『量子力学の誕生』山本義隆 編訳、岩波書店〈岩波文庫 ニールス・ボーア論文集2〉、2000年4月14日。ISBN 4-00-339402-X。
- 佐々木力・山本義隆・桑野隆編訳『物理学者ランダウ -スターリン体制への叛逆-』みすず書房、2004年11月26日。ISBN 4-622-07119-3。
- 仁科芳雄『仁科芳雄往復書簡集』 1巻、山本義隆・岡村浩 翻訳協力、みすず書房、2006年12月6日。ISBN 4-622-07261-0。
- 仁科芳雄『仁科芳雄往復書簡集』 2巻、山本義隆・岡村浩 翻訳協力、みすず書房、2006年12月6日。ISBN 4-622-07262-9。
- 仁科芳雄『仁科芳雄往復書簡集』 3巻、山本義隆・岡村浩 翻訳協力、みすず書房、2007年2月28日。ISBN 978-4-622-07263-8。
- Jozef T. Devreese、Guido Vanden Berghe「シモン・ステヴィンをめぐって　数学的自然科学の誕生」『科学革命の先駆者シモン・ステヴィン　不思議にして不思議にあらず』中澤聡 訳、山本義隆 監修、朝倉書店〈科学史ライブラリー〉、2009年10月15日。ISBN 978-4-254-10642-8。 - 原タイトル：Wonder en is gheen wonder。

### 論文
- 山本義隆「GeV領域のRegge Pole現象論」 日本物理学会誌 22, 352-355 (1967).
- 江沢洋、中村孔一、山本義隆、素粒子論研究 36-4, 456 (1967).
- H. Ezawa, K. Nakamura, Y. Yamamoto, 「A Renormalization Scheme for the Strong-Coupling λ{\displaystyle \phi ^{4}} Theory」,Nuov. Cim. 54A, 512-515 (1968).
- H. Ezawa, K. Nakamura, Y. Yamamoto, 「Numerical Solution of an Unharmonic Oscillator Eigenvalue Problem by Milne's Method」Proc. Japan Acad. 46, 168 (1970).
- 「ケプラー問題の初等的解法と離心ベクトルの保存について」 『駿台フォーラム』 4 (1986) ISSN 0289-5579
- 「Retarded Gravitational Potential and the Shift in the Perihelion of Mercury （遅延重力ポテンシャルと水星の近日点移動）」 『駿台フォーラム』 13 (1995)
- "Simon Stevin and the Cultural Revolution in the 16th Century", in a Garden of Quanta, ed. J. Arafune et.al., World Scientific (2003), pp.491-502.

## 関連文献
- 井出武三郎「安保闘争《戦後史》を創る大闘争の記録(三一新書258)」(三一書房) (1960.9.16)
- 樺光子「人しれず微笑まん -樺美智子遺稿集- (三一新書257)」(三一書房) (1960.10.1)
- 丸山真男「日本の思想(岩波新書C39)」(岩波書店) (1961.11.20)
- 山本義隆「東京大学新聞」(第714号) (1967.9.25)
- 羽仁五郎「都市の論理」(勁草書房) (1968)
- 藤本泉｢東京ゲリラ戦線(さんいちぶっくす)｣(三一書房) (1968)
- 猪野健治「ゼンガクレン 革命に賭ける青春」(双葉社) (1968)
- 文理学部闘争委員会書記局編「叛逆のバリケード 日大闘争の記録」(全共社) (1968)
- 日本大学全学共闘会議書記局「反逆」(1号) (1968.9)
- ｢立法粉砕｣－安保闘争へ向けて＜全国全共闘連合＞を結成せよ!!－東大闘争の統括と展望－(1967.7)
- 東大闘争全学共闘会議事務局編集委員会「進撃」(創刊号-19号) (1968.11-1970.2)
- 中島誠「全学連 -'70年安保と学生運動-」(三一書房) (1968.5.23)
- 日本大学文理学部闘争委員会「文理戦線」(1-5号) (1968.9-1969.4)
- 生越忠「東大 大学紛争の原点」(三一書房) (1968.11.11)
- 三一書房編集部「資料 戦後学生運動(第1-7巻,別巻)」(三一書房) (1968-1970)
- 京大全学共闘会議書記局編集部「STRUGGLE」(1-10号) (1969.2.10-1969.9.11)
- 「 東大紛争から安保へ 山本義隆全共闘議長単独会見」(サンデー毎日増刊号) (1969.2.20)
- 京都府立医大全学共闘会議情宣局「バリケード」(4-8号) (1969.4.1-1969.7.21)
- ｢獄中書簡｣発行委員会「東大斗争 獄中書簡集」(創刊号-21号) (1969.4.20-1970.9.13)
- 東大全学助手共闘編・渡辺眸撮影「東大全共闘」(三一書房) (1969)
- 京大新聞社編・京大全共闘協力「京大闘争 -京大神話の崩落」(三一書房) (1969)
- 山本義隆「｢立法粉砕｣－安保闘争に向けて<全国全共闘連合>を結成せよ!! -東大闘争の総括と展望-」(1969.7)
- 山本義隆「バリケード封鎖の思想 -東大闘争と60年安保の教訓｣ (情況出版) (1969.11)
- 東京大学新聞研究所 東大紛争文書研究会編「東大紛争の記録」(日本評論社) (1969.1.15)
- 山本義隆「臨時増刊号 反乱は拡大する 東大･日大闘争の意味するもの｢近代合理主義を告発する｣(p5)」(情況出版)(1969.3.10)
- 日本大学全学共闘会議編集局「闘う全共闘」(創刊号) (1969.4.23)
- 日本大学教員共闘委員会編集局「戦砦」(1-10号) (1969.3.19-1970.4.20)
- 東大闘争全学共闘会議「ドキュメント東大紛争 砦の上にわれらの世界を」(亜紀書房) (1969.4.10)
- 三島由紀夫・東大全学共闘会議駒場共闘焚祭委員会(代表・木村修)「討論 三島由紀夫vs.東大全共闘《美と共同体と東大紛争》」(新潮社) (1969.6.20)
- 所美都子「わが愛と叛逆」(発行：前衛社，発売：神無書房) (1969)
- 秋田明大「大学占拠の思想(三一新書)」(三一書房) (1969)
- 秋田明大「獄中記 異常の日常化の中で」(全共社ウニタ書舗) (1969)
- 日大全共闘編「バリケードに賭けた青春 ドキュメント日大闘争」(北明書房) (1969)
- 田村正敏「グラフ 日大闘争」(五同産業出版部) (1969)
- 陶山健一「反戦派労働運動」(亜紀書房) (1969)
- 北小路敏「歴史選択としての七〇年闘争」(自由国民社) (1969)
- 全国共闘会経済大学院闘争委員会「炎で描く変革の理論」(自由国民社) (1969)
- 秋山勝行「全学連は何を考えるか」(自由国民社) (1969)
- 石田郁夫「安保・反戦・沖縄(三一新書)」(三一書房) (1969)
- 石田郁夫・日本大学全学共闘会議「日大全共闘 ―強権に確執をかもす志」(しらい書房) (1969)
- 田村正敏「造反潜行記」(北明書房) (1969)
- 岡本雅美・村尾行一「大学ゲリラの唄 -落書東大闘争(三省堂新書)」(三省堂) (1969)
- 東京大学広報委員会「東大問題資料１ ｢七学部代表団との確認書｣の確認書」(東京大学出版会) (1969)
- 東京大学広報委員会「東大問題資料２ 東京大学広報委員会｢資料｣1968・10⇒1969・3」(東京大学出版会) (1969)
- 全国全共闘連合書記局「全国全共闘」(創刊号-3号) (1969.9-1970.1)
- 滝沢克己「大学革命の原点を求めて」(新教出版社) (1969)
- 蔵田計成「安保全学連」(三一書房) (1969)
- 「反乱は拡大する 東大・日大闘争の意味するもの(情況 臨時増刊)｣(状況社) (1969)
- 園田隆也「東大医学部 闘争の記録と教育の未来像」(徳間書店) (1969)
- 東大全共闘経済大学院闘争委員会「炎で描く変革の論理」(自由国民社) (1969)
- 「ベ平連のうた -その発展の足跡-」(芸術出版)
- 社会問題研究会編「全学連各派 学生運動事典」(双葉社) (1969)
- 「山本義隆・滝沢克己往復書簡(上)」(朝日ジャーナル第11巻第26号) (1969.6.10)
- 「山本義隆 東大全共闘議長 大学を告発する！」(朝日ソノラマ No.115) (1969年7月号)
- 柏崎千枝子「ゲバルト・ローザ闘争の手記 太陽と嵐と自由を」(ノーベル書房) (1969.6.25)
- 「山本義隆・滝沢克己往復書簡(下)」(朝日ジャーナル第11巻第27号) (1969.7.6)
- 折原浩「大学の頽廃の淵にて -東大紛争における一教師の歩み-」(筑摩書房) (1969.7.30)
- 「日本の大学革命４ 東大解体の理論」(日本評論社) (1969.8.15)
- 「日本の大学革命５ 全共闘運動」(日本評論社) (1969)
- 「日本の大学革命６ 青医連運動」(日本評論社) (1969)
- 安藤紀典「大学革命の原理」(合同出版) (1969)
- 藤本進治・滝田修・滝村一郎「反大学70年戦線」(合同出版) (1969)
- 井上清「東大闘争 -その事実と論理-」(現代評論社) (1969)
- 小田実「べ平連とは何か 人間の原理に立って反戦の行動を」(徳間書店) (1969)
- 武藤一羊「現代革命の思想８ 学生運動」(筑摩書房) (1969.9.5)
- 東大全国共闘・全闘連水谷宏編「全国全共闘」(亜紀書房) (1969.9.20)
- 山本義隆「学園の反乱から70年へ」(朝日ジャーナル) (1969.9.28)
- 最首悟 「山本義隆潜行記」(講談社) (1969.12.8）
- 東大闘争弁護団「東大裁判―問われているものは何か」(1969)
- 中島誠「怒りを日々の糧に -学生闘争の記録・栗原達男写真報告」(冬樹社) (1969)
- 中島誠「学生戦線(三一新書)」(三一書房) (1969)
- 「東大紛争から安保へ 山本義隆全共闘議長単独会見」(サンデー毎日増刊) (1969.2.20)
- 「東大闘争獄中書簡集Ⅰ･Ⅱ」(三一書房) (1970)
- 水戸巌「裁判闘争と救援活動 -60年安保から70年闘争へ」(大光社) (1970)
- 日本大学学生新聞会「日大学生新聞」(0-3号) (1970.6.15-1971.1.1)
- 小田実「べ平連　巨大な反戦の渦を！」(三一書房) (1971)
- 山本義隆「特集 叛乱するアジア｢理性の錯乱･｢全共闘｣の総括のための序｣(p5)」(情況出版)(1972.5.1)
- 中島誠「丸山真男論 屹立する自由人の精神」(第三文明社) (1974)
- 羽仁五郎「都市の論理<続>」(技術と人間) (1979.4)
- 戸村一作「わが三里塚 風と炎の記録」(田畑書房) (1980)
- 高沢皓司「全共闘グラフィティ」(新泉社) (1984)
- 高沢皓司「イラストレイテッド全共闘」(KKベストブック) (1984)
- '68･'69を記録する会編「東大闘争資料集 別冊」(国立国会図書館蔵書) (1989)
- 北野隆一「プレイバック｢東大紛争｣」(講談社) (1990.1.18)
- 東大闘争全学共闘会議「果てしなき進撃」(三一書房) (1991.9.30)
- 日本大学文理学部闘争委員会書記局編「叛逆のバリケード 日大闘争の記録」(三一書房) (1991.10)
- '68･'69を記録する会編「東大闘争資料集」(国立国会図書館蔵書)(1992)
- 佐々淳行「東大落城 -安田講堂攻防七十二時間 (文春文庫)」(文藝春秋) (1996.1)
- 情況出版編集部「全共闘を読む」(情況出版) (1997.9.15)
- 「毎日ムックシリーズ20世紀の記憶 1968年」(毎日新聞社) (1998.11.25)
- 「朝日クロニクル週刊20世紀026 1968昭和43年｢大学を覆う｢自己否定｣と｢ゲバルト｣の理論｣(pp2-5)，広告と生きた世紀(p40)」(朝日新聞社) (1999.8.1)
- 「朝日クロニクル週刊20世紀027 1969昭和44年｢"安田砦"落城で全共闘もたそがれ｣(pp6-8)」(朝日新聞社) (1999.8.8)
- 茜三郎・柴田弘美「全共闘」(河出書房新社) (2003.5.16)
- 絓秀実「革命的な、あまりに革命的な｢1968年の革命｣史論」(作品社) (2003.5)
- 「特別講演｢近代的自然観の形成｣ -発展のカギとなった遠隔力の概念-｣ (駿台フォーラム22) (2004) ISSN 0289-5579
- 「『磁力と重力の発見』をめぐって」(駿台フォーラム22) (2004) ISSN 0289-5579
- 長内芳子「｢磁力と重力の発見｣頌辞 -第一回パピルス賞，第五十七回毎日出版文化賞，第三十回大佛次郎賞受賞を祝して-」(駿台フォーラム22) (2004) ISSN 0289-5579
- 川西勝美「｢永遠｣ -義隆先生へのお手紙-」(駿台フォーラム22) (2004) ISSN 0289-5579
- 最首悟「にんにくとダイヤモンドと山羊の血と」(駿台フォーラム22) (2004) ISSN 0289-5579
- 絓秀実「1968 (知の攻略 思想読本11)」(作品社) (2005.1)
- 平沢豊「東大全共闘・68‐70」(春風社) (2005.1)
- 島泰三「安田講堂1968-1969 (中公新書1821)」(中央公論新社) (2005.11.25)
- 「幾何光学と変分法」(数理科学) 2006年5月号 No.515
- 小阪修平「思想としての全共闘世代 (ちくま新書613)」(筑摩書房) (2006.8.10)
- 絓秀実「1968年(ちくま新書)」(筑摩書房) (2006.10)
- 渡辺眸「寄稿・山本義隆『東大全共闘 1968－1969』」(新潮社) (2007)
- 山本直樹「レッド(1)(2)(3)(4)(5)(6)(7)(8)(KCデラックスイブニング)」(講談社) (2007.9-2014.2)
- 今井澄・今井厚子「たちまち日記 -今井澄獄中日記・往復書簡・未発表草稿」(風塔舎) (2008.3)
- 「文庫版 ｢力学・場の理論｣ ランダウ=リフシッツ物理学小教程 解説」(筑摩書房)(2008) ISBN 978-4-4800-9111-6
- 日本大学文理学部闘争委員会書記局新版『叛逆のバリケード』編集委員会「新版 叛逆のバリケード」(2008.9.1)
- れんだいこ「検証 学生運動 戦後史のなかの学生反乱<上巻>」(社会批評社) (2009.2)
- 「1968年に日本と世界で起こったこと」(毎日新聞社) (2009.6.26)
- 「ニュートンと天体力学」(数学セミナー) (2009年7月号) No.574
- 小熊英二「1968<上><下> 若者たちの叛乱とその背景」(新曜社) (2009.7)
- 保阪正康「六〇年安保闘争の真実 ―あの闘争は何だったのか(中公文庫)」(中央公論新社) (2007.3)
- 斎藤一郎「安保闘争史[上][下]」(あかね図書販売)(2008.7)
- 産業新聞取材班「総括せよ！さらば革命的世代 -40年前，キャンパスで何があったか-」(発行：産業新聞出版，発売：日本工業新聞社) (2009.11.22) ISBN 978-4-8191-1077-8
- 「新装版 1968年グラフィティ」(毎日新聞社) (2010.1.30)
- 「新装版 60年安保闘争の時代」(毎日新聞社) (2010.5.27)
- 長崎浩「叛乱の六〇年代 安保闘争と全共闘運動」(論創社) (2010.11)
- 中野正夫「ゲバルト時代 Since1967-1973(ちくま文庫)」(筑摩書房) (2011.2.8) ISBN 978-4-4804-2789-2
- れんだいこ「検証 学生運動 戦後史のなかの学生反乱<下巻>」(社会批評社) (2011.8)
- 「【駿台千葉校開校20周年ボーア原子模型100周年記念講演】原子・原子核・原子力」(駿台フォーラム29) (2013) ISSN 1882-1774
- 大木晴子・鈴木一誌「1969 新宿西口地下広場」(新宿書房) (2014.6) ISBN 978-4-8800-8438-1
- 渡辺眸「東大1968-1969－封鎖の内側」(禅フォトギャラリー) (2015)
- 山本義隆「1968年という年から考える｢科学技術の進歩と経済成長はかぎりない｣という幻想」(週刊金曜日) (2017.1.13)
- 板坂剛と日大芸術学部 OBの会「思い出そう!一九六八年を!! -山本義隆と秋田明大の今と昔- (紙の爆弾2018年12月号増刊)｣(鹿砦社) (2018.11.21)
- 吉野源三郎「山本くんに言いたかったこと」（「七〇年問題のために闘っている諸君へ」現代の理論社, 1970）